# Christiane Krause
Christiane Krause (Berlijn, 14 december 1950) is een Duitse voormalige atlete.

## Biografie
Krause won tijdens de Olympische Zomerspelen 1972 in eigen land de gouden medaille op de 4 × 100 m estafette in een wereldrecord.

## Titels
- Olympisch kampioen 4 x 100 m - 1972

## Persoonlijke records
| Onderdeel | Prestatie | Plaats  | Jaar              |
| --------- | --------- | ------- | ----------------- |
| 100 m     | 11,45 s   | München | 23 juli 1972      |
| 200 m     | 23,17 s   | München | 7 september 1972  |
| 4x100 m   | 42,81 s   | München | 10 september 1972 |

## Palmares

### 60m
- 1973: 5e EKI - 7,36
- 1974: 5e HF1 EKI - 7,39

### 100 m
- 1952: 6e OS - 12,1 s
- 1956: HF OS - 12,2 s

### 200 m
- 1972: 5e HF1 OS - 23,17
- 1974: 7e EK - 23,78

### 4 x 100 m
- 1972:  OS - 42,81 s WR

1928: Rosenfeld, Smith, Bell, Cook ·
1932: Carew, Furtsch, Rogers, Von Bremen ·
1936: Bland, Rogers, Robinson, Stephens ·
1948: Stad-de Jong, Witziers-Timmer, van der Kade-Koudijs, Blankers-Koen ·
1952: Faggs, Jones, Moreau, Hardy ·
1956: Strickland, Croker, Mellor, Cuthbert ·
1960: Hudson, Williams, Jones, Rudolph ·
1964: Ciepły, Kirszenstein, Górecka, Kłobukowska ·
1968: Ferrell, Bailes, Netter, Tyus ·
1972: Krause, Mickler-Becker, Richter, Rosendahl ·
1976: Oelsner, Stecher, Bodendorf, Eckert ·
1980: Müller, Wöckel, Auerswald, Göhr ·
1984: Brown, Bolden, Cheeseborough, Ashford ·
1988: Brown, Echols, Griffith-Joyner, Ashford ·
1992: Ashford, Jones, Guidry, Torrence ·
1996: Devers, Miller, Gaines, Torrence ·
2000: Fynes, Sturrup, Davis, Ferguson ·
2004: Lawrence, Simpson, Bailey, Campbell ·
2008: Borlée, Mariën, Ouédraogo, Gevaert ·
2012: Madison, Felix, Knight, Jeter ·
2016: Madison, Felix, Gardner, Bowie ·
2020: Williams, Thompson-Herah, Fraser-Pryce, Jackson ·
2024: Jefferson, Terry, Thomas, Richardson
- World Athletics: 14355406